# Congrés Jueu d'Amèrica Llatina
El Congrés Jueu Llatinoamericà (CJLA) (en castellà: Congreso Judío Latinoamericano) és la branca regional del Congrés Mundial Jueu en l'Amèrica Llatina. El CJLA representa a les comunitats jueves d'Amèrica Llatina i defensa els mateixos principis que promou i defensa el Congrés Mundial Jueu. Estan adherides al mateix les organitzacions jueves que tenen rellevància global i regional.
El Congrés Jueu Llatinoamericà és l'organització internacional que reuneix i representa a les comunitats jueves de la regió, actuant com a braç diplomàtic davant els governs i els organismes internacionals. Està integrat per les organitzacions representatives de la comunitat jueva de cada país, adoptant com a modalitat organitzativa la d'una federació de comunitats. És la branca regional del Congrés Mundial Jueu, que reuneix les organitzacions comunitàries de més de 90 països 
La seva agenda comprèn el combat contra la discriminació, diàleg interreligiós, defensa dels drets humans, preservació de la memòria de l'Holocaust i el desenvolupament dels vincles amb l'Estat d'Israel. L'oficina per a Llatinoamèrica es troba en la capital argentina, Buenos Aires, des d'on es coordinen les polítiques de les comunitats de la regió amb la resta de les organitzacions jueves del món.